# Ashley Castle
Ashley Castle var en fæstning i landsbyen Ashley i Hampshire i England.
Ashley Castle eller Gains Castle, blev bygget i 1138, hvor der lå et voldsted fra jernalderen. Stedet har givetvis haft strategisk betydning, da det lå højt med brønd og med kort afstand til den romerske vej fra Winchester til Sarum. Grundlæggeren var den magtfulde Henry de Blois, som var barnebarn af Vilhelm Erobreren, der var lillebror til Stefan af Blois, biskop af Winchester. Han opførte flere større bygningsværker som Wolvesey Palace i Winchester og var en af de mest magtfulde i sin tid. Borgen blev opført under Anarkiets uro og borgerkrig. Efter Henrik 2. blev konge i 1155, blev fæstningen ødelagt, men omstændighederne er ikke dokumenteret.
Under Henrik 2.s søn, kong John, blev borgen genopført på 50 år af William Briwere den ældre. Han ejede også godset Ashley og var en af kong Johns og Henrik 3.s ledende rådgivere. Han opført senere Mottisfont Abbey. I 1200 gav kong John lov til at krenelere ved Stockbridge eller Ashley, og han valgte Ashley (der blev refereret til som "Esleg"). Da Kronen så en bastion for oprørere i alle fæstninger, der var ejet af adelen, var tilladelse til at forskanse sig et sjældent privilegium. Det er dokumenteret at Kong John ofte boede på Ashley i forbindelse med jagtselskaber i den kongelige Forest of Bere - hvor den nærliggende flod Test var den vestlige grænse. Det vides, at flere af Kronens officielle opgaver er udført fra Ashley, da flere kongelige breve bærer påskriften 'Ashley'. Ashley var det administrative hovedkvarter for West Bere, som strakte sig fra floden Itchen til Test. Forpagteren havde sin herregård der og har boet på borgen. Mange engelske skove har haft en borg som hovedkvarter. Ud over at være residens blev borgen også brugt til tyveknægte og til skovens folk. Selv om den var administrativ base for Kronen, har Ashley Castle tilsyneladende mere været en del af godset Ashley end Kronens ejendom. Forpagerens ønsker er ofte efterkommet og har tilsidesat ønsker udefra.
Til midt i 1400-tallet var Ashley Castle residens for biskoppens af Winchester. Det blev forladt omkring 1600.
I sin tidligste form var borgen cirkulær; lukket af en voldgrav og et trætårn. Foran - på den ydre bailey på en høj - har der ligget økonomibygninger. Begge høje har været omkranset af en træpalisade.
Borgen har været en typisk normannisk fæstning efter størrelse, fæstningsværker og bailey. De nordøstlige dele af baileyen er stadig synlige med rester af fundamentet.

Området er et scheduled monument og fredet.